# Ersin Akdeniz
Ersin Akdeniz (* 30. September 1987 in Fethiye) ist ein türkischer Fußballtorhüter.

## Karriere
Akdeniz begann seine Vereinskarriere 2008 in der Jugend von Fethiyespor. Zum Sommer 2012 wurde er mit einem Profivertrag ausgestattet und in den Mannschaftskader der Profimannschaft aufgenommen. Als dritter Torhüter gab er am letzten Spieltag der Saison 2012/13 gegen Bozüyükspor sein Profidebüt. Zum Saisonende erreichte er mit Fethiyespor das Playofffinale der TFF 2. Lig. Im Finale setzte man sich gegen Hatayspor durch und stieg damit in die TFF 1. Lig auf.

## Erfolge
Mit Fethiyespor
- Playoff-Sieger der TFF 2. Lig und Aufstieg in die TFF 1. Lig: 2012/13